# Achiel Geerardyn
Camiel Achiel Geerardyn (Noordschote, 24 oktober 1894 - Schaarbeek, 15 januari 1969) was een Belgisch uitgever en drukker.

## Levensloop
Geerardyn werd geboren op de Schelvenhoeve in Noordschote, een dorp gelegen op gelijke afstand (13 km) van Ieper en Diksmuide, dat tijdens de Eerste Wereldoorlog grondig verwoest werd en nu deel uitmaakt van de gemeente Lo-Reninge. Van de kinderen Geerardyn werden er drie kloosterzuster (in Turnhout, in India en in de Verenigde Staten). De twee jaar jongere broer van Achiel, Maurits Geerardyn (1896-1979), werd priester en liet controversiële sporen na in de Vlaamse Beweging. Achiel Geerardyn doorliep de lagere school in zijn dorp en ging daarna voor een paar jaar op kostschool in het college van Peruwelz. Waarschijnlijk werkte hij vanaf zijn zestiende op de ouderlijke hoeve.
In juli 1914 werd hij ingelijfd in het Belgisch leger en zwaaide vijf jaar later af, met vier frontstrepen en enkele eretekens. Hij nam achter het front deel aan activiteiten van Vlaamsgezinde soldaten. Vanwege die activiteiten kreeg hij driemaal acht dagen cachot en werd hij wegens ongehoorzaamheid op 7 augustus 1918 opgesloten in de gevangenis van Veurne, om nadien (van september 1918 tot maart 1919) bij disciplinaire maatregel te worden ingedeeld in een tuchtcompagnie. Tijdens de Tweede Wereldoorlog ontving hij om deze reden een schadevergoeding van 285.000 frank van de Commissie tot uitvoering van de herstelverordening, de zogenaamde Bormscommissie.
Onmiddellijk na de wapenstilstand nam Achiel Geerardyn, samen met Cesar Couvreur, Robrecht De Smet, Lodewijk Dosfel, Vital Haesaert, Filip de Pillecyn en Hendrik Borginon op of rond 15 november 1918 in Gent deel bij Jozef Goossenaerts aan de eerste vergadering van de Frontraad, als aanloop tot de stichting van de Frontpartij. Na in oktober 1919 gedemobiliseerd te zijn, kwam hij in Brugge wonen, nam zijn intrek op het Oosterlingenplein bij Elias Couvreur en werd medewerker in de drukkerij, uitgeverij en boekhandel Sint-Michiel van de gebroeders Couvreur in de Vlamingstraat.
Hij nam de uitgeverij Sint-Michiel over in november 1920 onder de nieuwe naam Excelsior. De beginfase werd verstoord door een hevig incident en door de nasleep ervan. Op maandag 19 april 1920 nam Achiel Geerardyn in Assebroek deel aan een bijeenkomst van het plaatselijke bestuur van de Frontpartij. Rond 22 uur keerde hij naar Brugge terug en nam de gelegenheid te baat om de op het gemeenteplein opgerichte vaderlandse vrijheidsboom neer te halen. Hij werd achtervolgd toen hij wegvluchtte en gearresteerd. Half juni werd hij veroordeeld tot zeven maanden effectieve celstraf en 500 frank boete, een veroordeling die in beroep werd bevestigd.
Op 8 februari 1921 trouwde hij met Marie-Louise Strubbe (Torhout, 14 februari 1897 – Kortrijk, 9 november 1969). Zij behoorde tot een Torhoutse middenstandsfamilie en was de zus van Frans Strubbe (1895-1994), actief in de Frontbeweging en stichter van de VOS-afdeling in Torhout, later in Kortrijk gevestigd als advocaat, industrieel, VNV-leider en provincieraadslid.
Geerardyn bleef tot in januari 1927 met zijn drukkerij gevestigd op het adres Sint-Trudostraat 21 in Brugge. Toen verplaatste hij de activiteit naar de Zandstraat 13 in Sint-Andries, niet ver van de Sint-Baafskerk in volle opbouw. Langs de Gistelsesteenweg liet hij een woning bouwen met achteraan langs de Zandstraat zijn drukkerij, beide naar een ontwerp van architect Huib Hoste (1881-1957).
Geerardyn was in 1929 medestichter van de Vereniging ter bevordering van het Vlaamse Boekwezen. Zijn drukkerij en uitgeverij waren bijzonder actief. Het hoogtepunt lag tussen 1926 en 1931. In 1932 nam de productie van publicaties aanzienlijk af, om in 1934 praktisch volledig stil te vallen. Achiel Geerardyn kampte immers in stijgende mate met liquiditeitsproblemen en slaagde er niet in een aantal vervaldagen te honoreren. Op 28 maart 1935 werd het faillissement uitgesproken.
Geerardyn ging wonen in Sint-Agatha Berchem, nadien in Sint-Jans-Molenbeek en na de oorlog in Schaarbeek, waar hij handel dreef in oud papier, ijzer, metalen en jutezakken. Hij was vóór de oorlog lid van het VNV (en 'blokleider' in Sint-Jans-Molenbeek) en stapte tijdens de Tweede Wereldoorlog in de collaboratie. In augustus 1940 sloot hij zich aan bij de DeVlag en trad weldra toe tot de Algemeene-SS Vlaanderen, waar hij tot 'schaarleider' werd aangesteld. Binnen de DeVlag werd hij 'voorzorgsreferent', wat betekende dat hij de zwarte kas moest bijhouden, waarmee gelden werden uitbetaald aan leden die het moeilijk hadden, onder meer aan families van SS-soldaten. In juli 1944 ontwikkelde zich binnen de Algemeene-SS Vlaanderen een Flandernkorps, het veiligheidskorps van de DeVlag. Geerardyn sloot er zich bij aan, kreeg een uniform en revolver en nam deel aan oefeningen die op de esplanade voor het Jubelpark werden gehouden.
Er deed zich bij dit alles nog een bijkomend feit voor, dat hem duur zou te staan komen. Op 13 augustus 1944 werd hij met een vijftigtal anderen opgeroepen om, samen met Duitse soldaten en andere paramilitaire groepen, aan een razzia deel te nemen in Limburg. De leiding hiervan berustte bij Robert Verbelen, en bij die gelegenheid werden enkele weerstanders en vaandelvluchtige Russen opgepakt en doodgeschoten. Geerardyn gaf achteraf het excuus dat hij alleen maar voor de bevoorrading had gezorgd en aan de razzia zelf, laat staan aan de terechtstellingen, niet had deelgenomen.
Op 3 september 1944, aan de vooravond van de Bevrijding van Brussel, vluchtte hij met een tiental anderen, in zijn laatste overgebleven vrachtwagen, naar Duitsland, richting Hannover, waar hij onderdook. Vanaf mei 1945 werkte hij bij een landbouwer in het dorp Lathwehren, waar hij begin maart 1946 door Engelse militairen werd opgemerkt, aangehouden en aan de Belgische overheid uitgeleverd. Op 26 juni 1947 volgde zijn veroordeling tot 17 jaar buitengewone hechtenis, in beroep verhoogd tot 20 jaar. Einde 1951 in voorlopige vrijheid gesteld, hernam hij zijn handel in oude materialen, onder de naam bvba Somar.
Twee van zijn zoons, Guido (1924) en Hugo (1925) waren, ondanks hun zeer jonge leeftijd, als vrijwilliger toegetreden tot de Stormbrigade Langemark en sneuvelden in de laatste maanden van de oorlog.

## Als uitgever
Geerardyn publiceerde werk van 150 auteurs. Hij voerde met die auteurs, over de periode 1920-1934, een drukke briefwisseling. De archieven van Excelsior zijn vernietigd, maar in de archieven van zijn auteurs zijn veel van die briefwisselingen terug te vinden. Zo correspondeerde hij onder meer met Jozef Goossenaerts, Jozef Muls, Jeroom Leuridan, Robrecht Standaert, Honoré Debusschere, Jan van der Ven, Paul De Ryck, Robrecht De Smet, Stijn Streuvels, Cyriel Verschaeve en Colomba Thiel. Hij correspondeerde ook veel met de leiding van het Davidsfonds, die een aanzienlijke klant was.
Hij publiceerde verder werk van Filip de Pillecyn (1891-1962), Ward Hermans (1897-1992), Reimond Speleers (1876-1951), Robert van Genechten (1895-1945), Maurits Geerardyn, Floris van der Mueren (onder pseudoniem M. Kerl) (1890-1966), Victor Leemans (1901-1971), de Nederlander Paul Van Overzee (1897-1968), Jacob Van Veerdeghem, Antoon Jacob (1889-1947), Jan van der Ven (onder pseudoniem Noordling), Gaston Lambrecht (onder pseudoniem G. Vandewoude) (1904-1972) en Jozef Van Opdenbosch (onder pseudoniem Volkwin) (1892-1944). Hij publiceerde activistische gedenkschriften, zoals die van dr. Eugeen Van Oye (1840-1926), Adelfons van der Heyde (pseudoniem van Adelfons Henderickx) (1867-1949) en in romanvorm van Karel Leopold Van Opdenbosch (1867-1940) en Arthur Broekaert (1894-1977).
Auteurs van een aantal van die werken behoorden tot wat men in brede zin de "Vlaamse Beweging" kan noemen en vonden dus de weg naar de uitgeverij van een geestesgenoot. De belangrijkste onder hen was Cyriel Verschaeve, van wie Geerardyn een vijftiental werken uitgaf of opnieuw drukte. Andere auteurs die tot de Vlaamsgezinde milieus behoorden, waren Urbain Van de Voorde (1893-1966), de neef van Verschaeve Marcel Romeo Breyne (1890-1972), Eugeen van Oye, Marcel Matthijs (1899-1964), Jozef Simons (1888-1948), Willem Putman (1900-1954), Arthur Broekaert, Maurits Vandewalle (1897-ca1965), de oogarts Raphaël Rubbrecht (1874-1955), Edward Amter, Jozef Langohr (1873-1950), Antoon Thiry (1888-1954) en Maria De Langhe (1910-1977). Door niet nader genoemde auteurs werden huldeboeken gewijd aan drie Vlaamse personaliteiten: Eugeen van Oye, Margriet Baers (1889-1922) en Alfons de Cock (1850-1921).
Talrijke auteurs waren priester of kloosterling, al dan niet flaminganten. Het betrof de seculiere priesters Caesar Gezelle (1876-1939), Floris Prims (1882-1952), Frederik T. Ronse (1854-1934), Bernard Van Baaren, Alberic Decoene (1881-1958), Henri Blondeel (1874-1950), August Benoot (pseudoniem Radaf Meyseune) (1889-1968), Eugeen Van de Perre (1876-1952), Arthur Coussens (1883-1926), Emiel Frutsaert (1878-1936), Alfons Verdoodt (1863-1934), A. Werrebrouck (1856-1931), Gustaaf Lybeer (pseudoniem Dr. Spuyter) (1863-1935), kanunnik Jan Basiel Martens (1824-1900), August Nobels (1884-1938), Alfons Maertens (pseudoniem Pax) (1890-1941), Alfons Mulders, Ernest de Spot (1880-1958), de rector van het Gentse Ghislaininstituut Joris Eeckhout (1887-1951), de rector van het Engels Klooster in Brugge Valeer Van de Velde (1865-1941) en de president van het Brugse seminarie Kamiel Callewaert (1866-1943). De reguliere geestelijkheid was vertegenwoordigd door de norbertijn Renaat Vincke (pseudoniem A. O'Flanders) (1877-1963), de dominicanen Georges Rutten (1875-1952), Carlos Van Sante (1896-1947) en Jozef Theodoor Arts (1864-1934), de scheutist Aloïs Janssens (1887-1941), de jezuïeten Jozef van Opdenbosch, Ivo Struyf (1876-1950) en Erich Przywara (1889-1972), de kapucijnen Berthold Missiaen (1884-1932) en Adhemar (Georges) Maes (1897-1973), de redemptoristen Emiel Van Coppenolle (1890-1954) en J. L. Jansen (1860-1940). Het waren niet allemaal religieuze werken die ze publiceerden, maar ook bellettrie, geschiedenis of zelfs economie.
Een belangrijk onderdeel in het fonds van Excelsior bestond uit jeugdboeken. De Westkerkse onderwijzer Cyriel Astaes (1879-1960) en Paul Kiroul, pseudoniem van Edward Peeters (1876-1937) waren de meest productieve auteurs, naast Lode Lagasse, Staf Weyts (1909-1985) en Jef Crick (1890-1965).
Daarnaast gaf Geerardyn ook heel wat literair werk uit, romans, novellen of verzenbundels, van onder meer Marcel Matthijs, Jozef Simons, Edward Vermeulen (1861-1934), Jef Claes (°1896), Stephanie Claes-Vetter (1885-1974), Jos Henskens (°1905), Jaak Boonen (1875-1944), Gerard Lemmens (°1897), J. H. Poté, Constant Eeckels (1879-1955), Radaf Meyseune, H. Van Eikenland (pseudoniem van Herman De Roover) (1895-1973), de Nederlander Henri 't Sas (Breda 1877-1966), en vooral een hele reeks romannetjes in volkse stijl van Karel Leopold Van Opdenbosch.
Bij Excelsior verscheen ook heel wat toneelwerk, een genre waarin de uitgeverij in concurrentie stond met onder meer Palmer Putman (Waregem, Wenduine) en Alfons De Raedt (Roeselare). Gaston Martens (1883-1967)  publiceerde er zijn succesvolle Prochievrijers. Alfons Maertens (ps. Pax) en de secretaris van het Davidsfonds Edward Amter lieten er respectievelijk zes en vijf toneelstukken verschijnen. Verder verscheen nog toneelwerk van Karel van Wijnendaele (1882-1961), Eugeen Van Oye, Jef Crick, Constant Eeckels en Eugeen Van de Perre.
De Vlaams-nationalistische kleur van de uitgeverij was niet van die aard dat auteurs die niet tot dit gedachtegoed behoorden, er werden door afgeschrikt. Dit gold in de eerste plaats voor de vrijzinnige en eigenzinnige burgemeester van Sint-Michiels, Louis Demey (1876-1943), Jan Schepens (1909-1994), Floris Prims, Louis Lebeer en Eugène De Seyn.
Tijdens de vijftien jaar van haar bestaan publiceerde de uitgeverij meer dan driehonderd boeken en een aantal brochures. Het grootste deel gaf Geerardyn op eigen risico uit, ook al waren er bij die nauwelijks verkoopbaar bleken. Dit was het wat hem uiteindelijk de das omdeed.
Van de verschillende tijdens het interbellum werkzame Brugse uitgeverijen met een flamingantisch etiket, was Excelsior ontegensprekelijk de belangrijkste en meest dynamische. Hij deed ook inspanningen voor de grafische vormgeving van zijn publicaties. Naast Huib Hoste deed hij vooral beroep op de Antwerpse graficus Jos Leonard.